# Trolza-6206.0x
Trolza-6206.0x (nazwa handlowa: Megapolis) – seria rosyjskich trolejbusów miejskich, wytwarzanych w latach 2007–2010 w zakładach Trolza. Protoplastą serii był trolejbus typu Trolza-5265.0x, produkowany w latach 2007–2019.

## Konstrukcja
Trolza-6206 to niskopodłogowy trolejbus trzyosiowy. Nadwozie składa się z dwóch części połączonych przegubem. Poszycie dachu wykonano z ocynkowanej blachy stalowej, a poszycie boków, ściany przedniej i tylnej z włókna szklanego. Do wnętrza trolejbusu prowadzi czworo dwuskrzydłowych drzwi z napędem elektropneumatycznym. Naprzeciwko drugich drzwi w przedziale pasażerskim wydzielono miejsce dla wózków inwalidzkich i dziecięcych. 

## Produkowane odmiany
- Trolza-6206.00 – główna odmiana Trolzy-6206, wytwarzana od stycznia 2007 r. do lipca 2009 r. Wewnątrz umieszczono 30 miejsc siedzących, oprócz tego na życzenie zamawiającego możliwy był montaż dodatkowego miejsca dla konduktora. Wszystkie 44 trolejbusy tej odmiany dostarczono do Moskwy.

- Trolza-6206.01 – odmiana wytwarzana od kwietnia do grudnia 2010 r. Od Trolzy-6206.00 odróżniała się usunięciem usterek przegubu.

## Dostawy
| Państwo        | Miasto         | Typ                            | Lata dostaw    | Liczba | Numery taborowe |             |
| -------------- | -------------- | ------------------------------ | -------------- | ------ | --------------- | ----------- |
| Rosja          | Moskwa         | Trolza-5275.00, Trolza-5275.01 | 2010           | 57     |                 | [ 2 ] [ 3 ] |
| Rosja          | Petersburg     | Trolza-5275.01                 | 2013           | 2      | 1136, 1137      | [ 4 ]       |
| Łączna liczba: | Łączna liczba: | Łączna liczba:                 | Łączna liczba: | 59     |                 |             |